# Малайско-португальская война
Малайско-португальская война — вооружённый конфликт XVI-XVII веков, в котором Малаккский султанат при поддержке империи Мин, Голландской Ост-Индской компании (с 1607) и Джохора безуспешно сопротивлялся Португальской империи, стремившейся захватить Малакку и установить контроль над торговлей между Индией и Китаем.

## Предыстория
Портовый город Малакка контролировал узкий и стратегически важный Малаккский пролив, через который проходили все торговые маршруты между Китаем и Индией. Захват Малакки было частью плана короля Португалии Мануэла I, который в 1505 году решил помешать мусульманской торговле в Индийском океане, захватив Аден, блокировать их торговлю через Александрию, захватив Ормуз, и взять под свой контроль торговлю с Китаем, захватив Малакку.

## Взятие Малакки
В 1509 году Диогу Лопиш ди Секейра был отправлен в Малаккский пролив королём Португалии с четырьмя кораблями, чтобы установить контакт с Султанатом Малакка. Первоначально Секейра был хорошо принят султаном Махмуд Шахом (1488-1528). Однако вскоре мусульманская община убедила султана, что португальцы должны быть изгнаны. Несколько европейцев были схвачены и убиты, но кораблям удалось уйти.
В апреле 1511 года в Малакку направился Афонсу д'Албукерки с 1200 солдатами на 17 (или 18) кораблях. Целью Албукерки было пресечь исламскую и венецианскую торговлю через пролив. Первое нападение португальцев на Малакку состоялось 25 июля 1511 года. Капитаны Албукерки выступил против очередной попытки, но он снова атаковал, захватив Малакку в августе, несмотря на сильное сопротивление и наличие артиллерии у войск султана. В рамках празднования победы Триштан да Кунья был отправлен к папе Льву X в Рим с богатыми подарками, включая слона Ханно.

## Китайское участие
В ответ на португальское вторжение в Малакку правительство империи Мин заключило в тюрьму и казнило нескольких португальских посланников в Гуанчжоу, после пыток. Малаккцы были давними торговыми партнерами китайцев, и китайцы восприняли атаку португальцев на Малакку как объявление войны.
Малаккский султан отправил жалобу на португальское вторжение китайскому императору, 

что привело к изменению отношения китайцев к португальцам на враждебное. Сам Махмуд Шах бежал на остров Бинтанг, откуда продолжал отправлять письма китайцам, в которых описывал насилие, учиняемое португальцами. Португальцы, захватив контроль над проливом, наладили морское сообщение с Китаем, но из-за враждебности китайцев перешли к пиратским рейдам, на что китайцы ответили полным истреблением португальцев в Нинбо и Цюаньчжоу. Они фактически взяли португальских послов в заложники, используя их в качестве аргумента в переговорах о восстановлении Махмуд Шаха на престоле The Chinese were very "unwelcoming" to the Portuguese..
Китайцы разгромили португальский флот в 1521 году в первой битве при Туен Муне. Португальцы были вынуждены бросить горящие корабли и отступить только с тремя кораблями обратно в Малаккский пролив, от гибели их спасло то, что сильный ветер рассеял китайские корабли, когда они готовили последнюю атаку.
В 1522 году Мартим Афонсу де Коутинью был назначен командующим португальским флотом и послан в Китай для урегулирования дипломатических отношений. Однако китайцы отказались от переговоров и разгромили португальские корабли во второй битве при Туен Муне (1522). 40 португальцев были захвачены, а один корабль потоплен во время битвы. Португальцы были вынуждены отступить в Малакку. Китайцы также заставили посла Пириша написать письмо с требованием к португальцам восстановить свергнутого султана, и малайский посол в Китае доставил это письмо.
В ответ на португальское пиратство и создание ими баз в провинции Фуцзянь на острове Вуйю китайский заместитель командующего Чжу Ван разрушил португальский форпост в Чжуаньчжу и силой заставил население отказаться от торговли с иностранцами по морю. В итоге китайские торговцы начали бойкотировать Малакку после её перехода под португальское управление.

## Бой у мыса Рашадо
Султан Малакки перебрался в Джохор, правитель которого также был недоволен появлением португальцев регионе. В свою очередь, союзником Джохора была Голландская Ост-Индская компания, чье правление пришло к выводу, что в их интересах вернуть Махмуд Шаха на престол. Однако в последовавшем бою у мыса Рашадо (1606) португальский флот Афонсу де Каштру разбила голландский флот Корнелиса де Йонга. Однако португальский флот понес более тяжелые потери, а к союзу голландцев и Джохора присоединился Султанат Ачех.

## Форт А'Фамоса

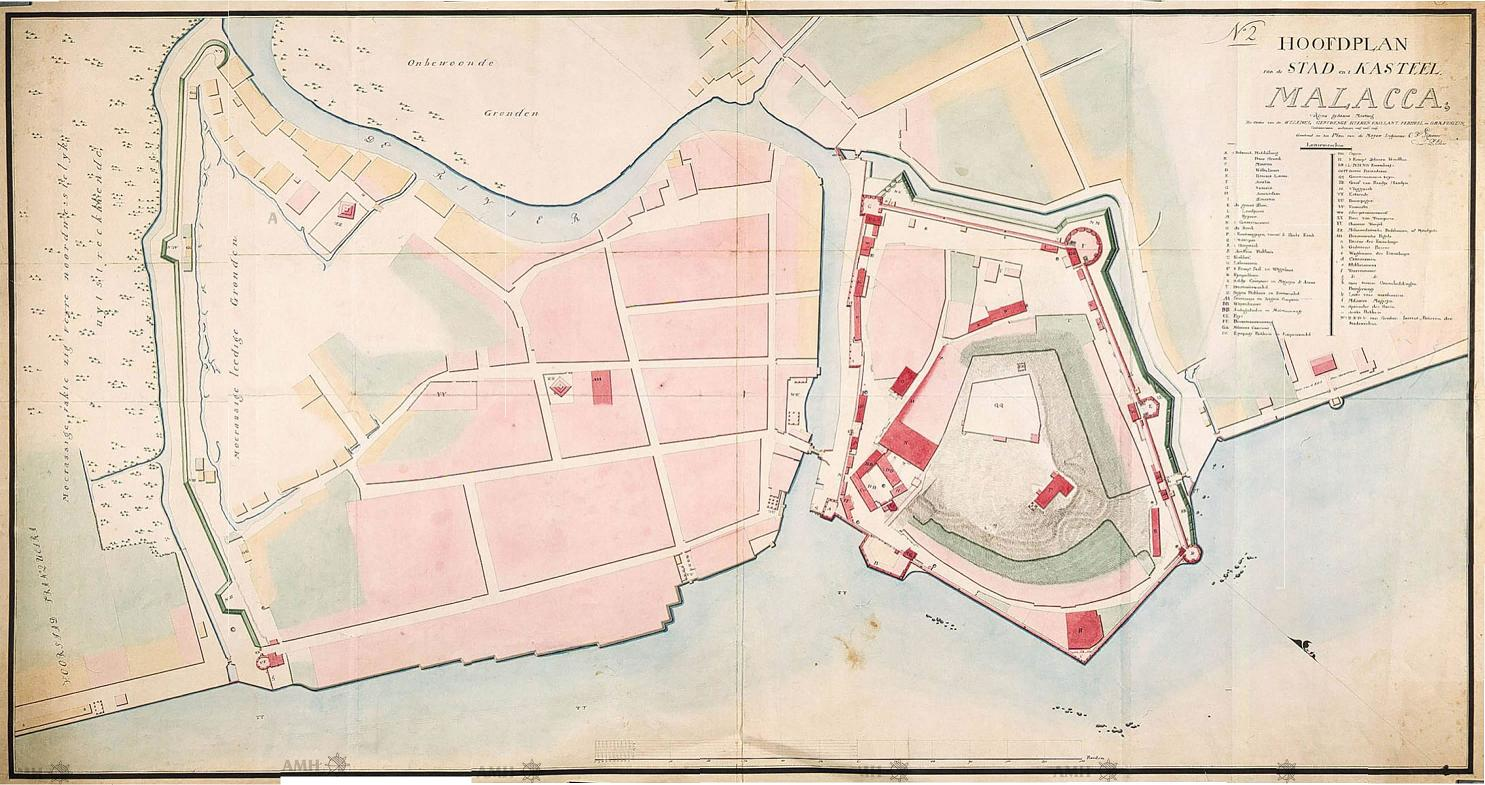
Город и форт Малакки (1780)

После захвата Малакки в 1511 году португальцы построили крепость А'Фамоса на естественной возвышенности на берегу моря. Албукерки считал, что Малакка станет важным портом, связывающим Португалию на торговых путях в Китай. В то же время португальцы строили форпосты в Макао, Китае и Индии, в Гоа.

## Последняя битва за Малакку
В начале XVII века Голландская Ост-Индская компания (Verenigde Oostindische Compagnie, VОС) начала активную кампанию по уничтожению португальского господства на Востоке. К тому времени португальцы превратили Малакку в неприступную крепость, контролировавшую доступ к морским путям в Малаккском проливе и торговле пряностями. Голландцы образовали флот вторжения и двинулись в пролив. С июня 1640 года по 14 января 1641 года голландцы осаждали Малакку, добившись её падения. Потеря португальцами Малакки означала утрату ими морского господства в Юго-Восточной Азии и фактическое окончание малайско-португальского конфликта.